# لازلو أوربان
لازلو أوربان (بالمجرية: Orbán László)‏ (9 ديسمبر 1949 – 15 يوليو 2009) هو ملاكم مجري راحل، مثّل بلاده في الألعاب الأولمبية الصيفية 1972.

## روابط خارجية
لازلو أوربان على موقع اللجنة الأولمبية الدولية (الإنجليزية)
- لازلو أوربان على موقع أوليمبيديا (الإنجليزية)
- لازلو أوربان على موقع اللجنة الأولمبية المجرية (الهنغارية)